# بارینگتون مور جونیور
بارینگتون مور جونیور (انگلیسی: Barrington Moore Jr.; ۱۲ مهٔ ۱۹۱۳ – ۱۶ اکتبر ۲۰۰۵) جامعه‌شناس، مورخ، فیلسوف، و کارشناس سیاسی اهل ایالات متحده آمریکا بود. او به خاطر خاستگاه اجتماعی دیکتاتوری و دموکراسی (۱۹۶۶)، مطالعه تطبیقی نظریه مدرنیزاسیون در بریتانیا، فرانسه، ایالات متحده، چین، ژاپن، روسیه، آلمان و هند، شهرت دارد.

## آثار
- خاستگاه اجتماعی دیکتاتوری و دموکراسی: ارباب و دهقان در ساخت دنیای مدرن ۱۹۶۶
- خلوص اخلاقی و آزار و اذیت در تاریخ ۲۰۰۰[۱]